# Valéry Giroux
Valéry Giroux, née le 24 mars 1974 au Québec, est une chercheuse en philosophie et militante pour les droits des animaux québécoise.
Elle est l'autrice de l'ouvrage Contre l’exploitation animale et la coautrice du livre sur le véganisme dans la collection Que sais-je ?. Dans cette même collection, elle publie en 2020 un livre sur l'antispécisme. Elle intervient souvent dans les grands média canadiens sur des questions d'éthique animale.

## Biographie
Valéry Giroux est née le 24 mars 1974 au Québec.
Après avoir obtenu son baccalauréat en droit de l’Université de Montréal, elle devient membre du Barreau du Québec. Par intérêt pour les questions entourant les droits de animaux, elle entame alors une maîtrise en droit à l'Université de Montréal avec un mémoire portant sur un projet de réforme des infractions de cruauté envers les animaux du Code criminel canadien.     
Elle entreprend ensuite des études doctorales en philosophie à l'Université de Montréal et consacre sa thèse de doctorat à l’extension des droits  de la personne à tous les êtres sensibles. Cette thèse, la première au Québec en éthique animale, a été publiée sous forme de livre aux éditions L’Âge d’Homme (2017).
Elle est professeure associée à la Faculté de droit de l'Université de Montréal, Fellow du Oxford Center for Animal Ethics, membre du Groupe de recherche en éthique environnementale et animale (GRÉEA) et co-éditrice de L'Amorce (revue) : contre le spécisme.
Le 4 octobre 2022, elle co-écrit la Déclaration de Montréal sur l'exploitation animale, avec François Jaquet et Martin Gibert,  prenant une position ferme contre l'exploitation animale. Cette déclaration sera rapidement signée par près de 500 chercheuses et chercheurs en philosophie morale et politique, issus d'une quarantaine de pays.

## Philosophie
Valéry Giroux revendique l'extension des droits fondamentaux à tous les êtres sensibles. Les droits fondamentaux en question sont les suivants : le droit à ne pas être torturé, le droit à ne pas être tué et le droit à ne pas être asservi ou exploité. Comme le résume Paola Cavalieri dans son compte rendu de Contre l'exploitation animale, ces droits légaux se fondent sur des droits moraux, qui à leur tour se fondent sur les intérêts individuels spécifiques qu'ils protègent. Respectivement, ils reposent sur l'intérêt à ne pas souffrir, l'intérêt à vivre et l'intérêt à être libre,.
Valéry Giroux oppose sa position sur le droit à la liberté des animaux non humains à la perspective d'Alasdair Cochrane (en), pour qui les animaux ont seulement intérêt à être libre lorsque l'absence de liberté est cause de souffrance pour eux. À l'inverse, Valéry Giroux soutient que l'intérêt à être libre de tous les agents sentients (humains ou nonhumains) est de même nature. C'est du moins le cas, selon elle, dès que l'on abandonne le concept de liberté positive (être l'ultime maître de ses volontés et actions) pour lui préférer celui de liberté négative (ne pas subir de contraintes externes) ou de liberté républicaine (ne pas subir de domination). Et cet intérêt à être libre, soutient-elle, doit être protégé par le droit individuel à la liberté pour tous les êtres sensibles, qu'ils appartiennent à l'humanité ou non. On peut toutefois se demander, comme le fait Véronique Tremblay, s'il est bien nécessaire de recourir ainsi à la liberté néo-républicaine pour protéger les intérêts des animaux non humains quand le droit à la liberté négative aurait déjà l'effet de garantir à ces animaux la liberté d'agir comme ils l'entendent pour satisfaire leurs préférences.
Selon Jean-Yves Goffi, professeur de philosophie à l'université de Grenoble, son ouvrage Contre l'exploitation animale est « la défense la plus aboutie, philosophiquement parlant, d’une position végane ».

## Publications

### Livres
- L'Antispécisme, Paris, Presses universitaires de France, 2020.
- Contre l'exploitation animale : un argument pour les droits fondamentaux de tous les êtres sensibles, Lausanne, L'âge d'Homme, 2017.
- Le Véganisme, Paris, Presses universitaires de France, 2017 (coécrit avec Renan Larue).
- Peter Singer et la libération animale. Quarante ans plus tard, Rennes, Presses universitaires de Rennes, 2017 (co-dirigé avec Émilie Dardenne et Enrique Utria).

### Articles
- « Les animaux dans l'angle mort de nos raisonnements éthiques », (V)égaux. Vers un véganisme intersectionnel, Montréal, Somme toute, 2021, p. 73-93.
- « L'Abolitionnisme », dans Renan Larue (dir.), Pensée végane. 50 regards sur la condition animale, Paris, Puf, 2020, p. 15-31
- « Les autres animaux en droit: de la reconnaissance de la sensibilité à l’octroi de la personnalité physique » (2019) 120 Revue du Notariat, p. 443-469
- « Véganisme », version académique, dans M. Kristanek (dir.), l’Encyclopédie philosophique, 2018[14]
- (en) « Animal Justice as Non-Domination » dans A. Linzey et C. Linzey (dir.), The Palgrave Handbook of Practical Animal Ethics, Basingstoke, Palgrave MacMillan, 2018, p. 33-52 (co-écrit avec Carl Saucier-Bouffard)
- « Libération sans droit à la liberté ? » dans E. Dardenne, E. Utria et V. Giroux (dir.), Peter Singer et la libération animale. Quarante ans plus tard, Rennes, Presses universitaires de Rennes, 2017, p. 125-139.
- « La justice et les autres animaux » dans K. L. Matignon (dir.), Révolutions animales: comme les animaux sont devenus intelligents, Paris, Les liens qui libèrent, 2016, p. 374-381
- « Véganisme », version grand public, dans M. Kristanek (dir.), l’Encyclopédie philosophique, 2016.
- (en) « Animals Do Have an Interest in Liberty » (2016) 6 (1) Journal of Animal Ethics, 20-43.
- « Le Pathocentrisme » dans D. Bourg et A. Papaux (dir.), Dictionnaire de la pensée écologique, Paris, Puf, 2015, p. 736-739 (coécrit avec Renan Larue).
- « La justice animale : de l’éthique à la politique, dossier spécial » (2015) 9 (3) Les Ateliers de l’éthique/The Ethics Forum (codirigé et introduction p. 25-30, avec Jean-Philippe Royer)
- « Le droit à la liberté des animaux sensibles » dans M. Pinque (dir.) Bêtes humaines? : pour une révolution végane, Paris, Autrement, 2015, p. 105-151
- « Nous devons donner le statut juridique de personne aux animaux » (2014) 774 Relations, 38-39
- « Des droits légaux fondamentaux pour tous les êtres sensibles » 16 Klesis, 2010, 128-171
- « Du racisme au spécisme : l’esclavagisme est-il moralement justifiable ? » (2007) 2 (1) Argument, 79-107.

## Prix et distinctions
En 2018, elle a obtenu le 1er Prix d'excellence des professionnels et professionnelles de la recherche, décerné par le Fonds de recherche du Québec Société et Culture.